# راه‌آهن فدرال سوئیس
راه‌آهن فدرال سوئیس (آلمانی: Schweizerische Bundesbahnen) شرکت دولتی ترابری ریلی سوئیسی است، که در سال ۱۹۰۲ تأسیس شد.

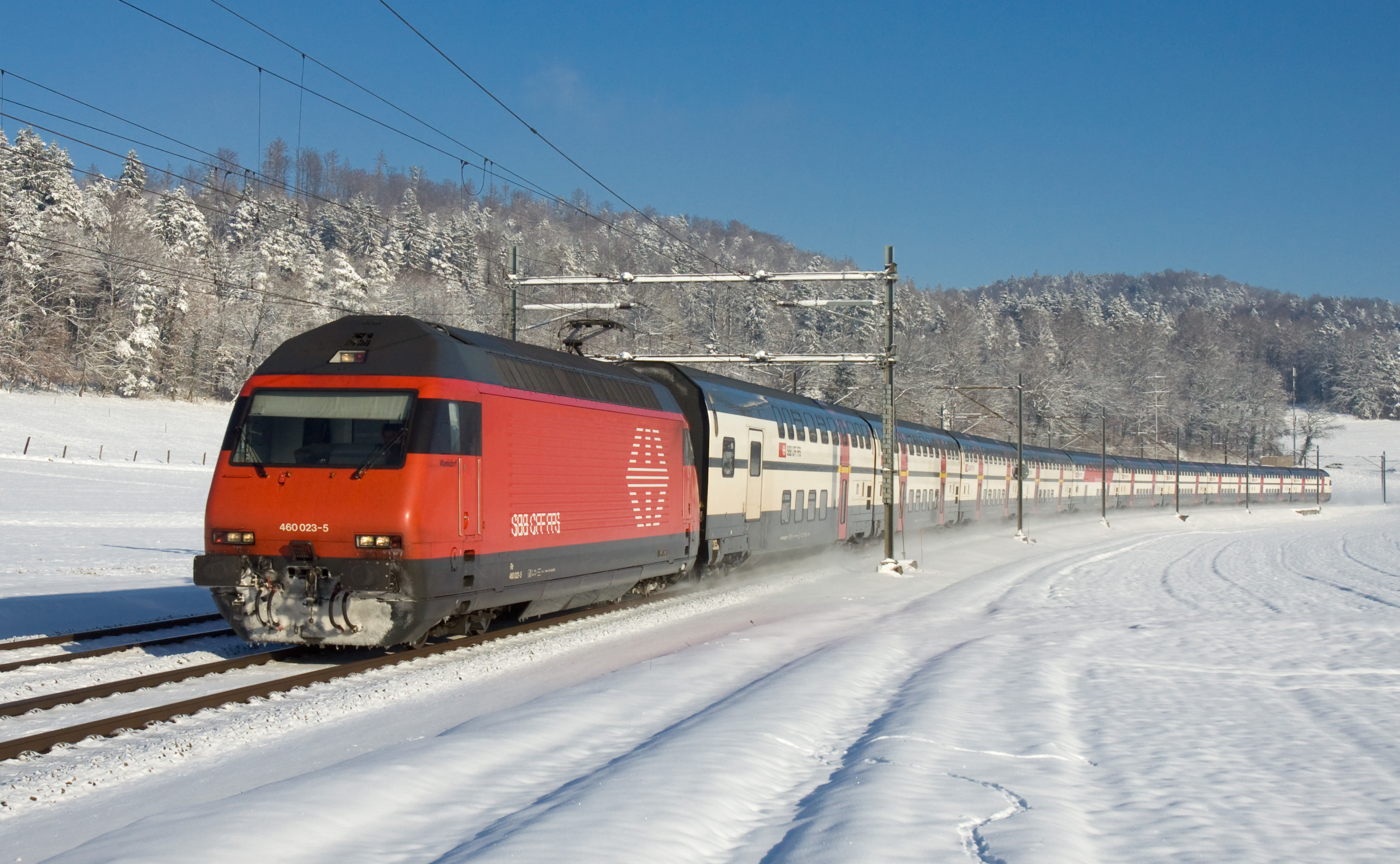
اس‌بی‌بی آرای۴۶۰ سری لوکوموتیوهای برقی چند منظوره چهار محوره راه‌آهن فدرال سوئیس هستند. لوکوموتیوهای خانواده Lok 2000 آخرین لوکوموتیوهای خط اصلی هستند که به‌طور کامل توسط شرکت‌های سوئیسی توسعه یافته و تولید شده‌اند. ساخت لوکوموتیو در سوئیس از آن زمان تا حد زیادی به دلایل اقتصادی متوقف شده است. فقط اشتادلر ریل هنوز هم لکوموتیوهای راه‌آهن شانتر و دندانه‌دار را در این کشور تولید می‌کند.